# Vườn quốc gia Bulleringa
Vườn quốc gia Bulleringa là một vườn quốc gia ở Queensland, Úc, 1.448 km về phía tây bắc của Brisbane. Vườn quốc gia này bảo vệ một quần thể thực vật và động vật hoang dã duy nhất.

## Cơ sở vật chất
Bulleringa không có phương tiện của khách truy cập và không có truy cập công cộng..